# Westervaart (Súdwest-Fryslân)
De Westervaart (Hindeloopers en officieel: Westerfaart) is een kanaal in de gemeente Súdwest-Fryslân in de provincie Friesland.
De Westervaart loopt van de Noorderdijkvaart bij Molkwerum in noordelijke richting langs de dijk van het IJsselmeer naar Hindeloopen. Via de Palesloot is er verbinding met de Indijk. Buitendijks ligt het natuurgebied Bocht fan Molkwar. Aan de oostzijde van het kanaal ligt de Spoorlijn Leeuwarden - Stavoren. Aan de Westerdijk staat het badpaviljoen van Hindeloopen.

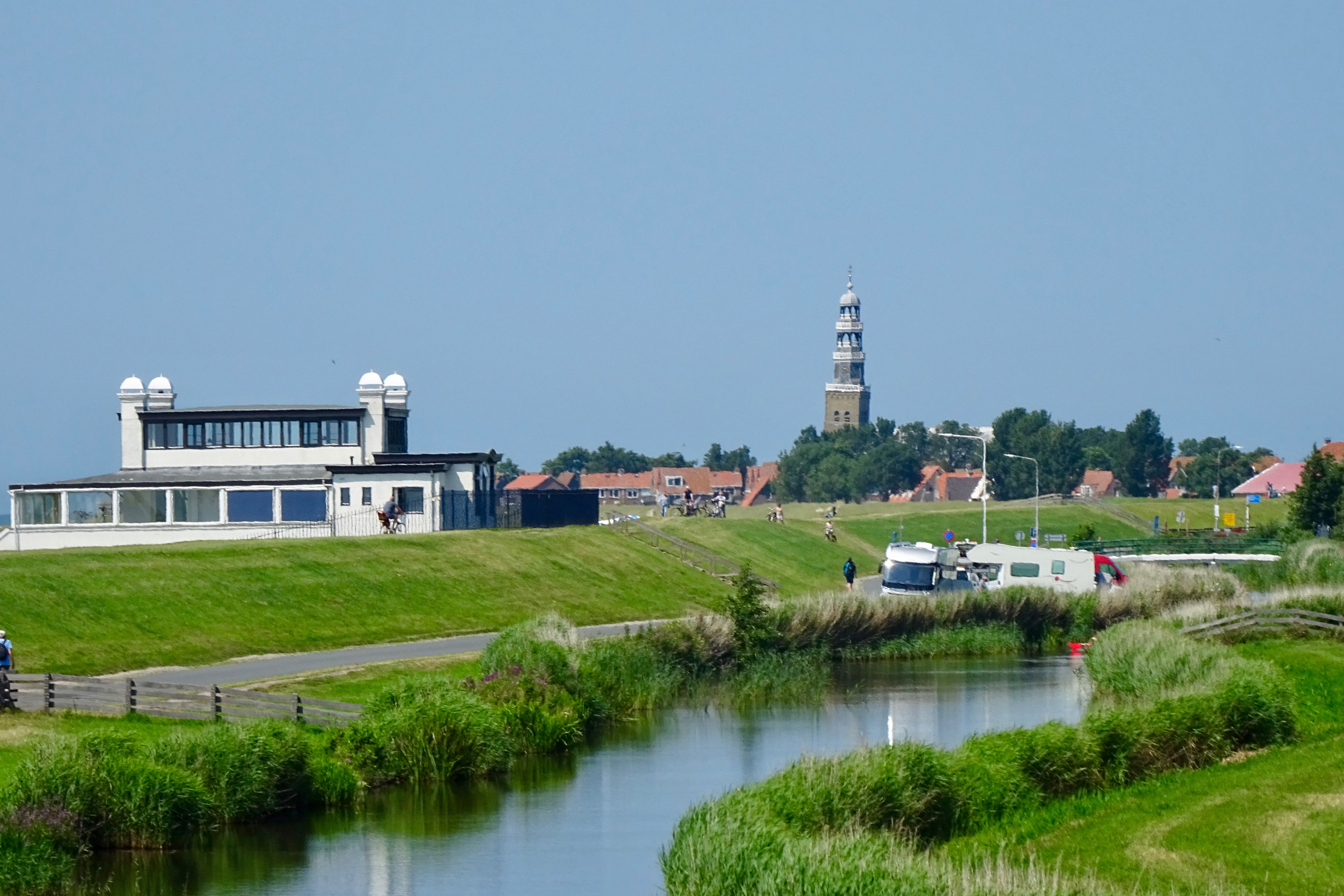
De Westervaart bij het badpaviljoen